# Via del Canto rivolto
Via del Canto Rivolto è una strada del centro storico di Firenze che corre da via delle Brache a piazza Peruzzi disegnando un angolo retto che le dà il nome.

## Storia e descrizione
La strada è un piccolo vicolo che correva come servitù per il retro dei palazzi su via de' Neri (palazzo Grifoni-Libri), via de' Rustici (palazzo Visconti di Modrone, palazzo Borgianni) e piazza Peruzzi (palazzo Salutati). Interessata dal passaggio di carrozze (come ricorda un grande portone ad arco ribassato) e di carretti, aveva però il rischio di far restare incastrati per lo stretto angolo di curva a metà della strada. Per questo fu scolpito sulla cantonata "Cāto Rivolto", cioè "angolo che gira stretto", una specie di segnale stradale ante litteram.

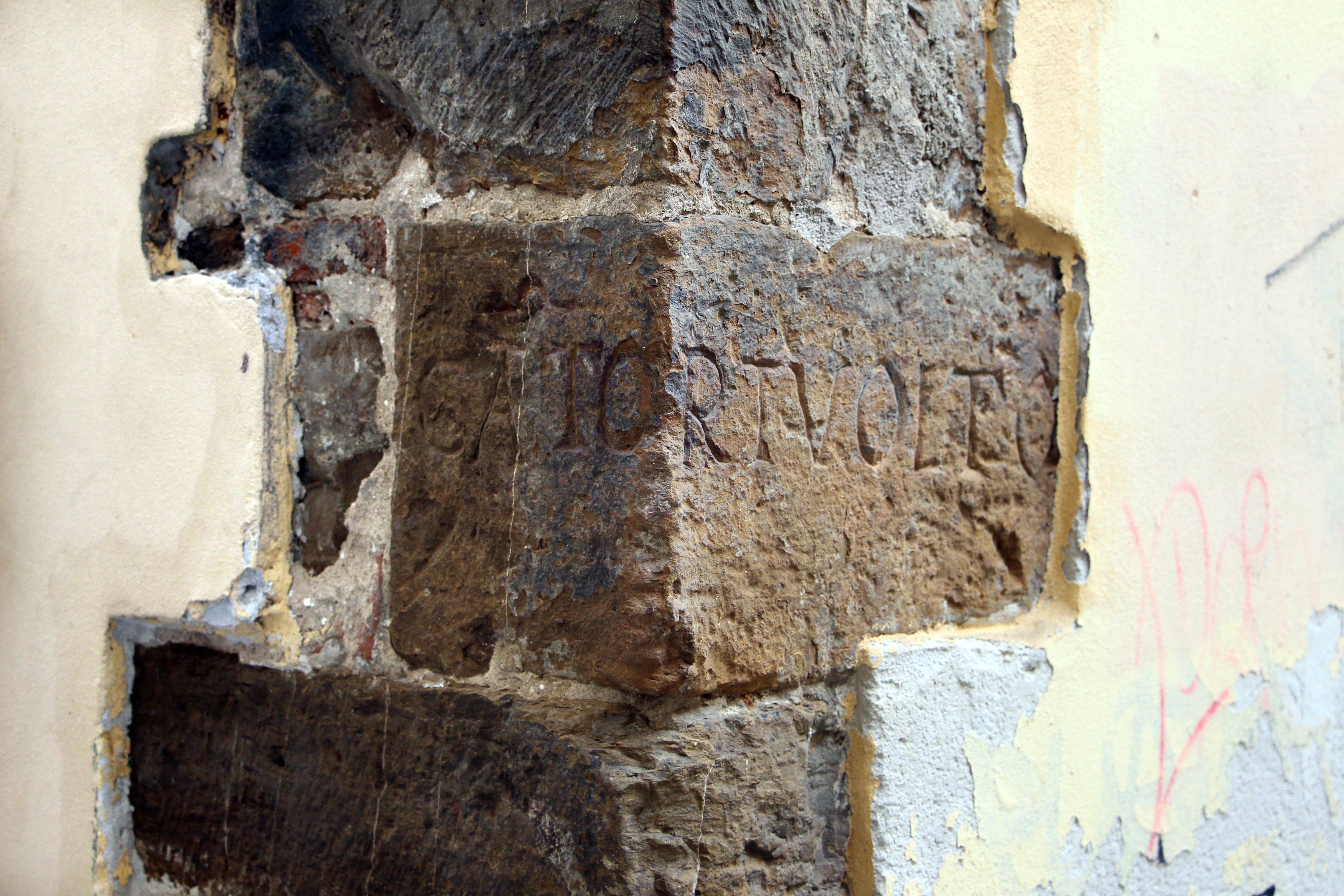
Il segnale del "Canto Rivolto"

Al numero 2 si vede un pietrino di un putto in fasce scolpito in pietra a tutto rilievo, stemma dell'Ospedale di Santa Maria degli Innocenti, al quale la casa appartenne.
Al numero 3 la cosiddetta Casa Rustici, edificio attiguo a palazzo Nori-Rustici. Così Marcello Jacorossi (Palazzi 1972): "Ha caratteri architettonici medievali. La parte inferiore è a bozze aggettanti di pietra forte con arcate di varia forma. Una, assai piccola, probabilmente l'antica porta, è a tutto sesto con architrave all'impostare: un'altra è retta da una finestra architravata. Faceva parte del ceppo di palazzi e case edificate dalle famiglie consorti Berti, Rinieri e Rustici. Ai lati di una finestra sono due mensole di ferro con campanelle pendenti, le cosiddette cicogne".

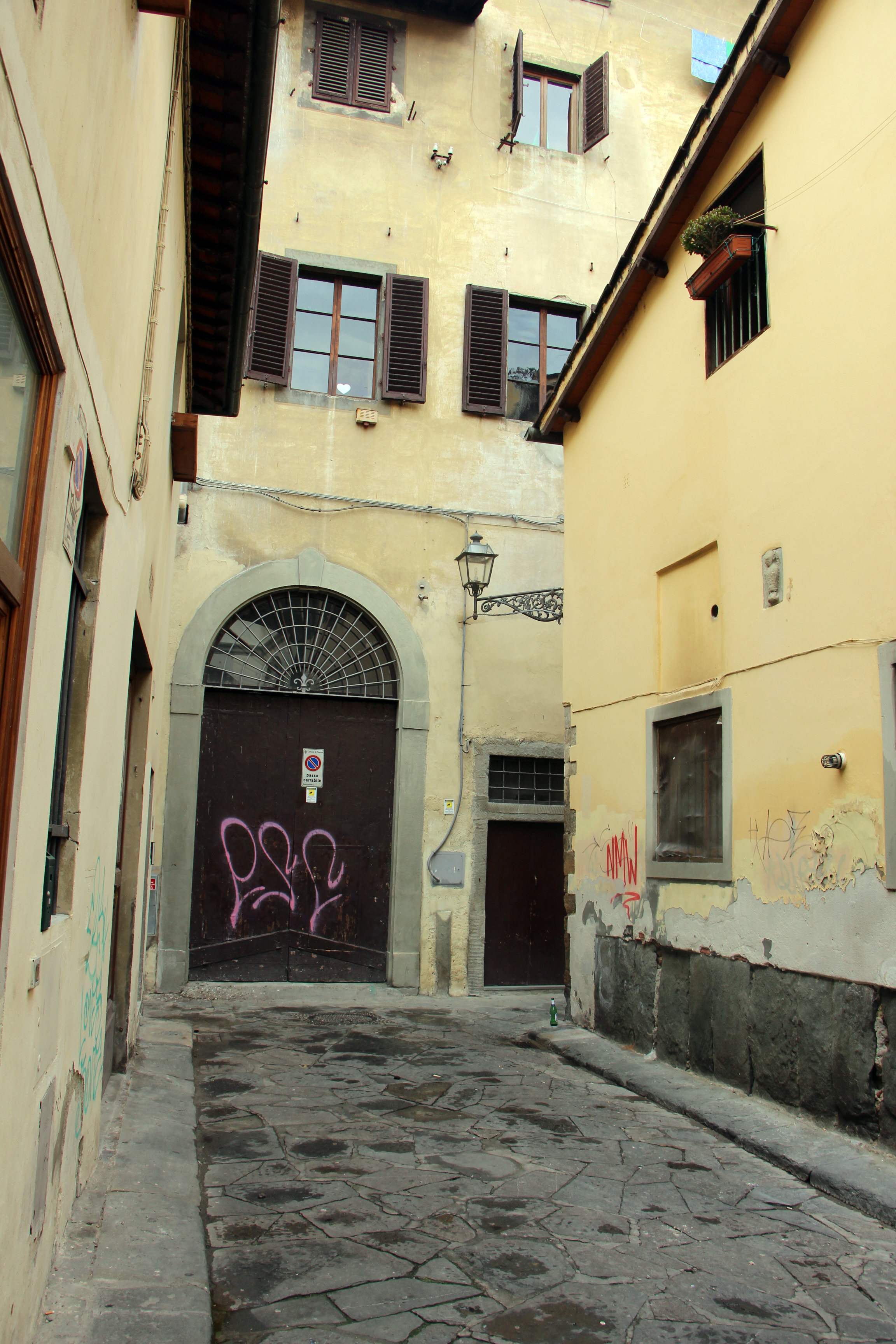
Veduta
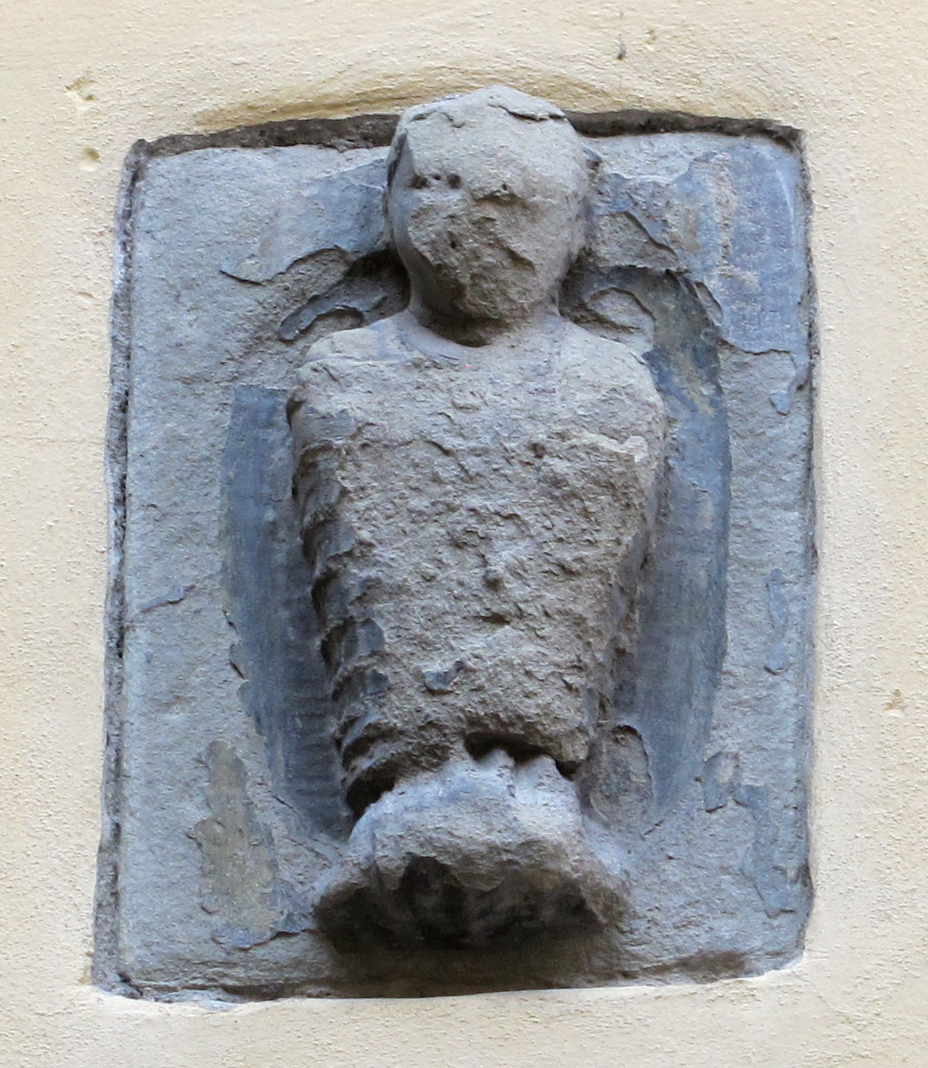
Lo stemma degli Innocenti
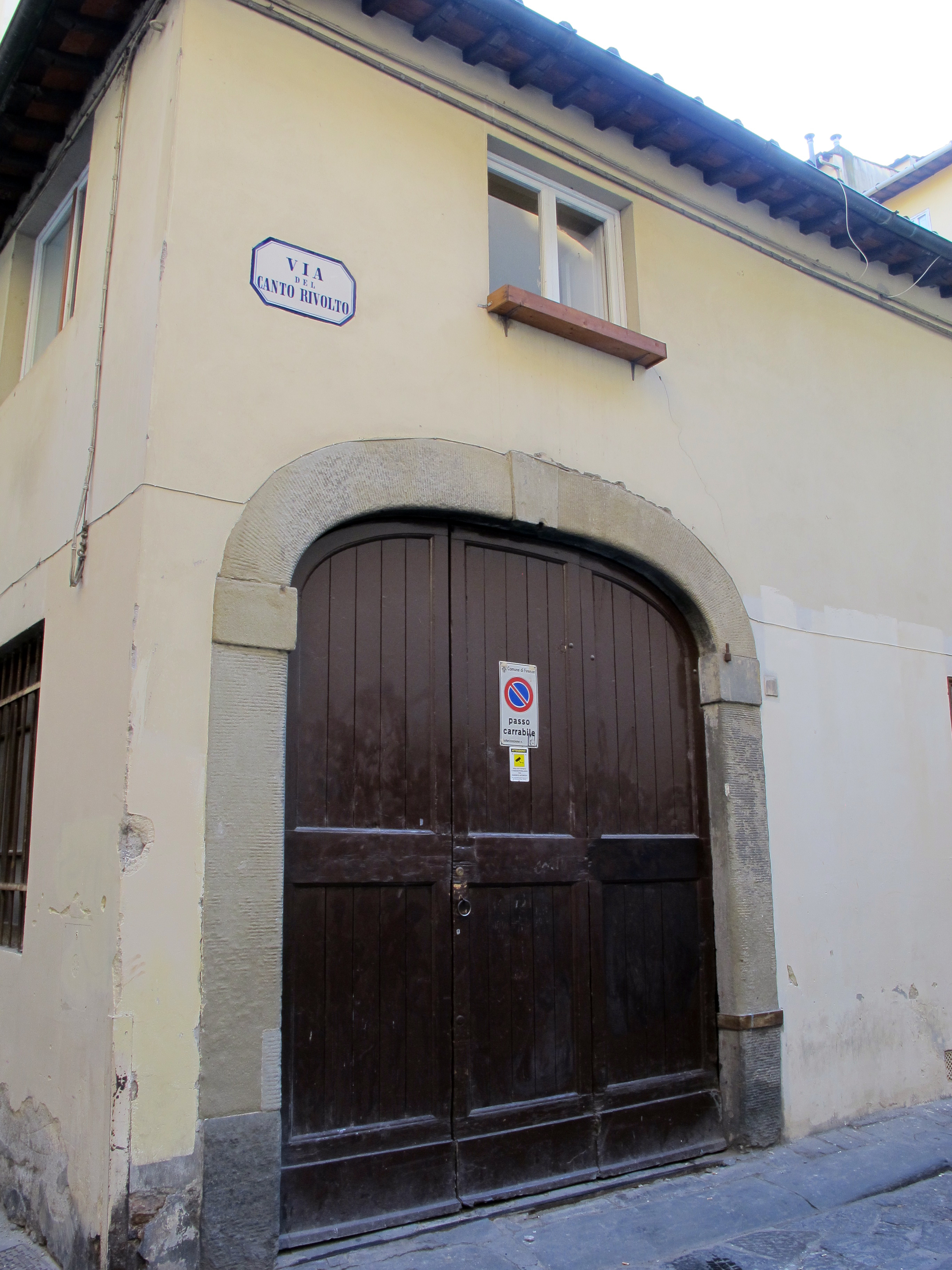
Portone per carrozze
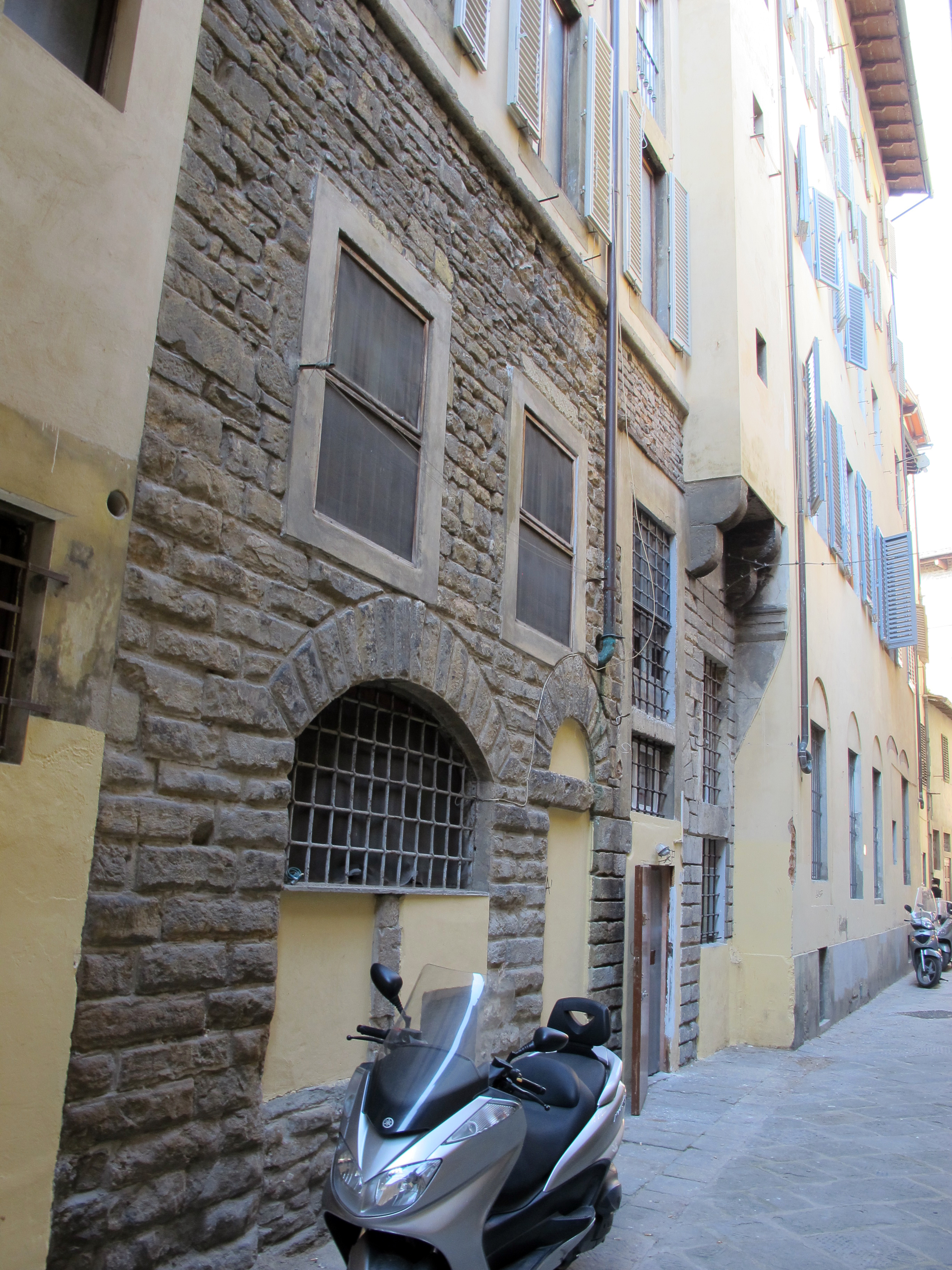
La casa Rustici